# تورموند جاینتسبین
تورموند جاینتس‌بـِین (انگلیسی: Tormund Giantsbane) که در لغت به معنای «تورموندِ غول‌کُش» است، یک شخصیت خیالی در مجموعه‌داستان‌های خیالی-حماسی ترانه یخ و آتش اثر نویسندهٔ آمریکایی جرج آر. آر. مارتین و اقتباس تلویزیونی آن بازی تاج‌وتخت است.
این کاراکتر که نخستین بار در کتاب طوفان شمشیرها (۲۰۰۰) معرفی شد، یکی از رهبران بربرها (Wildlings) است که بعدها در کتاب رقصی با اژدهایان هم نمایان می‌شود.
نقش این شخصیت خیالی را در مجموعهٔ تلویزیونی بازی تاج‌وتخت که محصول اچ‌بی‌او است، هنرپیشهٔ نروژی کریستوفر هیویو ایفا می‌کند.

## توصیف شخصیت
تورموند که با نام کاملِ «تورموند جاینتس‌بـِین» یا «تورموند تاندرفیست» هم شناخته می‌شود، یکی از مهاجمان بربر شناخته‌شده‌است. گرچه چندان بلندقد نیست؛ سینه‌ای فراخ و شکمی بزرگ دارد و ریشش چون برف سفید است. بر روی بازوان حجیم و بزرگ خود، روبان‌هایی می‌بندد که کلمات قصاری از «مردمان نخستین» نوشته شده‌است که از طریق اجدادش به او رسیده‌است. او جوشنی سنگین بر تن می‌کند که آن را از تنِ یکی از تکاوران مردهٔ نگهبان شب، بیرون کشیده‌است. همچون سایر بربرها، او چهار پسر (تورِگ، تورویند، درین، دورموند) و یک دختر (موندا) دارد.
تورموند عیاش است و از خوردن و آشامیدن، به‌ویژه آبجو و شراب عسل و گفتن جوک‌هایی که محتوای آن مربوط به آلت مردی است، لذت می‌برد. وی القابی همچون «حراف بلندقد»، «دمنده در شیپور»، «شکنندهٔ یخ»، «شوهر خرس‌ها»، «پادشاه شراب عسل در رودی هال»، «سخن‌گوینده با خدایان» و «پدر میزبانان» دارد. «مَنس رِیدر» (یکی از اعضای پیشین نگهبانان شب) به او لقب «دمنده در شیپور» را داده بود، چرا که قدرت ریه‌ها و نفسش چنان است که می‌تواند با صدای خنده‌اش، برف را از روی قلهٔ کوه‌ها به حرکت درآورد. گرچه گفته می‌شود که تورموند یک دیو را به هلاکت رسانده‌است، اما خودش می‌گوید که او فقط شکم یک ماده‌دیو خفته را شکافته و در درون آن خوابیده بود تا از طوفان کشندهٔ زمستانی در امان باشد. تورموند مدعی است که ماده‌دیو پس از بیدار شدن و یافتن او در شکمش، تصور کرده که او فرزندش است و در فصل بهار، به مدت سه ماه به او شیر داده‌است. تورموند همچنین ادعا می‌کند یکبار در حین مستی، با یک ماده‌خرس نزدیکی کرده‌است.
تورموند، زمانی در این فکر بود که خود را «پادشاه آن سوی دیوار» کند، اما از «مَنس رِیدر» شکست خورد. تورموند به مردمان سرزمینِ «فروزن شور» (ساحل یخ‌زده) بدگمان است و به آنها اعتماد ندارد.
در کتاب اصلی، شخصیت او و کارهایش از نگاه جان اسنو دیده و روایت می‌شود.